# Кишкин, Николай Семёнович
Николай Семёнович Кишкин (1854—1919) — русский врач-терапевт, доктор медицины, ординарный профессор Московского университета.

## Биография

Н. С. Кишкин

Родился 13 (25) декабря 1854 года в селе Никольское Кирсановского уезда Тамбовской губернии в дворянской семье Кишкиных.
В 1880 году окончил Медико-хирургическую академию в Санкт-Петербурге — ученик М. П. Черинова. Тема докторской диссертации — «К физиологии кишечной перистальтики в зависимости её от кровообращения и иннервации» (М., 1885).
С 1887 года работал в Московском университете: приват-доцент (с 1890), экстраординарный профессор (с 1901), ординарный профессор (с 1909) по кафедре врачебной диагностики и пропедевтической клиники, директор Пропедевтической терапевтической клиники (1902—1913).
В 1913 году Кишкин был уволен в отставку, но сразу после революции 1917 года, вернулся в Московский университет, где заведовал кафедрой общей терапии и врачебной диагностики до своей смерти.
Был автором ряда публикаций по медицине. В 1906 году он написал книгу о своём учителе — «Михаил Петрович Черинов».
Жил В Москве на Смоленской (Сенной) площади. Умер в 1919 году в Москве. Похоронен на Новодевичьем кладбище (3 участок, 8 ряд).